# Pływanie na Letnich Igrzyskach Olimpijskich 2012 – 4 × 100 m stylem dowolnym mężczyzn
Pływanie na Letnich Igrzyskach Olimpijskich 2012 – 4 × 100 m stylem dowolnym mężczyzn – jedna z konkurencji pływackich rozgrywanych podczas XXX Letnich Igrzysk Olimpijskich w Londynie.

## Statystyka

### Rekordy
Tabela przedstawia rekordy olimpijski, świata oraz poszczególnych kontynentów w tej konkurencji.
| Rekord świata     | Stany Zjednoczone Michael Phelps Garrett Weber-Gale Cullen Jones Jason Lezak | 3:08.24 | Pekin, Chiny | 11.08.2008 |
| Rekord olimpijski | Stany Zjednoczone Michael Phelps Garrett Weber-Gale Cullen Jones Jason Lezak | 3:08.24 | Pekin, Chiny | 11.08.2008 |

## Terminarz
| Data                     | Czas  | Runda      |
| ------------------------ | ----- | ---------- |
| Niedziela, 29 lipca 2012 | 11:56 | Eliminacje |
| Niedziela, 29 lipca 2012 | 21:00 | Finał      |

## Wyniki
Do zawodów przystąpiło 15 sztafet, które zostały podzielone na 2 biegi eliminacyjne. Do półfinałów awansowało 8 drużyn z najlepszymi czasami. Najlepszy wynik z kwalifikacji osiągnęli Australijczycy, a ostatni czas dający awans należał do Włochów, którzy ukończyli zmagania z rezultatem 3:15.78.
Finał odbył się tego samego dnia co eliminacje. Zwycięzcami zostali Francuzi kończąc wyścig z czasem 3:09.93. Srebrny medal zdobyły stany Zjednoczone z rezultatem 3:10.38, a brązowy medal wywalczyli Rosjanie z wynikiem 3:11.41.

### Eliminacje
| Poz. | Bieg | Zawodnicy                                                                                            | Narodowość        | Wynik   | Uwagi |
| ---- | ---- | --- | ----------------- | ------- | ----- |
| 1.   | 2    | Cameron McEvoy (48.94) James Roberts (48.22) Tommaso D’Orsogna (47.78) James Magnussen (47.35)       | Australia         | 3:12.29 | Q     |
| 2.   | 2    | Jimmy Feigen (48.49) Matt Grevers (47.54) Ricky Berens (48.52) Jason Lezak (48.04)                   | Stany Zjednoczone | 3:12.59 | Q     |
| 3.   | 2    | Andriej Grieczin (48.19) Jewgienij Łagunow (48.34) Siergiej Fiesikow (48.68) Nikita Łobincew (47.56) | Rosja             | 3:12.77 | Q     |
| 4.   | 1    | Amaury Leveaux (48.61) Alain Bernard (48.31) Clément Lefert (48.14) Jérémy Stravius (48.32)          | Francja           | 3:13.38 | Q     |
| 5.   | 2    | Benjamin Starke (48.96) Markus Deibler (47.99) Christoph Fildebrandt (48.44) Marco di Carli (48.12)  | Niemcy            | 3:13.51 | Q,    |
| 6.   | 2    | Dieter Dekoninck (48.79) Jasper Aerents (48.58) Emmanuel Vanluchene (48.55) Pieter Timmers (47.97)   | Belgia            | 3:13.89 | Q,    |
| 7.   | 1    | Roland Schoeman (49.00) Darian Townsend (48.26) Gideon Louw (47.92) Graeme Moore (48.75)             | Południowa Afryka | 3:13.93 | Q     |
| 8.   | 1    | Luca Dotto (49.27) Andrea Rolla (49.46) Michele Santucci (48.85) Filippo Magnini (48.20)             | Włochy            | 3:15.78 | Q     |
| 9.   | 1    | Nicolas Oliveira (49.31) Bruno Fratus (48.98) Nicholas Santos (49.68) Marcelo Chierighini (48.17)    | Brazylia          | 3:16.14 |       |
| 10.  | 1    | Brent Hayden (48.42) Colin Russell (48.67) Richard Hortness (49.12) Thomas Gossland (50.21)          | Kanada            | 3:16.42 |       |
| 11.  | 2    | Lü Zhiwu (48.92) Zhang Enjian (49.57) He Jianbin (49.67) Shi Tengfei (48.84)                         | Chiny             | 3:17.00 |       |
| 12.  | 1    | Simon Burnett (50.47) Grant Turner (48.31) James Disney-May (48.99) Craig Gibbons (49.31)            | Wielka Brytania   | 3:17.08 |       |
| 13.  | 2    | Milorad Čavić (48.61) Velimir Stjepanović (49.13) Ivan Lenđer (50.58) Radovan Siljevski (50.47)      | Serbia            | 3:18.79 | NR    |
| 14.  | 2    | Péter Bernek (50.29) Gergő Kis (50.68) Gábor Balog (51.47) Krisztián Takács (49.47)                  | Węgry             | 3:21.91 |       |
| 15.  | 1    | Cristian Quintero (49.77) Octavio Alesi (50.04) Marcos Lavado (52.59) Crox Acuña (50.28)             | Wenezuela         | 3:22.68 |       |

### Finał
| Poz. | Zawodnicy                                                                                           | Narodowość        | Wynik   | Uwagi |
| ---- | --------------------------------------------------------------------------------------------------- | ----------------- | ------- | ----- |
|      | Amaury Leveaux (48.13) Fabien Gilot (47.67) Clément Lefert (47.39) Yannick Agnel (46.74)            | Francja           | 3:09.93 |       |
|      | Nathan Adrian (47.89) Michael Phelps (47.15) Cullen Jones (47.60) Ryan Lochte (47.74)               | Stany Zjednoczone | 3:10.38 |       |
|      | Andriej Grieczin (48.57) Nikita Łobincew (47.39) Władimir Morozow (47.85) Daniła Izotow (47.60)     | Rosja             | 3:11.41 |       |
| 4.   | James Magnussen (48.03) Matt Targett (47.83) Eamon Sullivan (47.68) James Roberts (48.09)           | Australia         | 3:11.63 |       |
| 5.   | Gideon Louw (48.48) Darian Townsend (48.36) Graeme Moore (48.34) Roland Schoeman (48.27)            | Południowa Afryka | 3:13.45 |       |
| 6.   | Benjamin Starke (49.03) Markus Deibler (47.97) Christoph Fildebrandt (48.45) Marco di Carli (48.07) | Niemcy            | 3:13.52 |       |
| 7.   | Luca Dotto (48.73) Marco Orsi (48.42) Michele Santucci (48.88) Filippo Magnini (48.10)              | Włochy            | 3:14.13 |       |
| 8.   | Dieter Dekoninck (49.42) Jasper Aerents (48.34) Emmanuel Vanluchene (48.46) Pieter Timmers (48.18)  | Belgia            | 3:14.40 |       |